# Ruth MacLeod
Ruth Isabel MacLeod (născută Pickerill; n. 29 decembrie 1903, Hanford⁠(d), California, SUA – d. 22 februarie 1990, Fresno, California, SUA) a fost o scriitoare americană specializată în genul romanelor de dragoste, în special în subgenurile romanelor gotice și romanelor cu asistente.

## Tinerețe
Ruth Pickerill s-a născut în Hanford, California, fiica lui William Oscar Pickerill și Myrtle Sutton Pickerill. A urmat cursurile Eugene Bible College⁠(d) din Oregon și a studiat scrierea creativă la Universitatea din California.

## Carieră
Ruth MacLeod a scris povestiri pentru a suplimenta venitul familiei sale în timpul Marii Crize Economice. Ea a vândut prima sa povestire în 1931. În timpul celui de-Al Doilea Război Mondial, a renunțat la scris și a lucrat pentru Administrația Aeronautică Civilă din Seattle. După război, a revenit la vânzarea de povestiri de tip „confesiuni adevărate” pentru revistele pulp și a început să scrie romane în subgenurile romantismului medical și gotic. „Lumea este plină de idei”, a explicat ea într-un interviu din 1966, „și cu cât faci mai multă cercetare, cu atât găsești mai multe subiecte.” De asemenea, cânta la pian și orgă și era activă în activitățile bisericii.

## Viața personală
Ruth Pickerill s-a căsătorit cu Guy Herbert Derby; acesta a murit în 1953. Ea s-a recăsătorit cu Horace MacLeod în 1954, iar cuplul a locuit în Arizona. După moartea acestuia, în 1964, s-a mutat înapoi în California. A avut trei fiice și un fiu. Ruth MacLeod a murit în 1990, la vârsta de 86 de ani, într-un spital din Fresno. Documentele sale personale sunt arhivate la Universitatea din Oregon.